# Dol pri Pristavi
Dol pri Pristavi je naselje u slovenskoj Općini Šmarje pri Jelšahu. Dol pri Pristavi se nalazi u pokrajini Štajerskoj i statističkoj regiji Savinjskoj. 

## Stanovništvo
Prema popisu stanovništva iz 2002. godine naselje je imalo 57 stanovnika.